# Stark County (Illinois)
Das Stark County ist ein County im US-amerikanischen Bundesstaat Illinois. Im Jahr 2010 hatte das County 5994 Einwohner und eine Bevölkerungsdichte von 8 Einwohnern pro Quadratkilometer. Der Verwaltungssitz (County Seat) ist Toulon.

## Geografie
Das County liegt im mittleren Nordwesten von Illinois. Es hat eine Fläche von 746 Quadratkilometern, wovon ein Quadratkilometer Wasserfläche ist.
Im Stark County entspringt der Spoon River, ein rechter Nebenfluss des in den Mississippi mündenden Illinois River.
An das Stark County grenzen folgende Nachbarcountys:
| Henry County | Bureau County |                 |
| Knox County  |               | Marshall County |
|              | Peoria County |                 |

## Geschichte

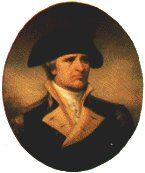
John Stark

Das Stark County wurde am 1. März 1839 aus dem Putnam County und Knox County gebildet. Benannt wurde es nach John Stark (1728–1822), einem Offizier im Franzosen- und Indianerkrieg und späteren General der Kontinentalarmee im Amerikanischen Unabhängigkeitskrieg.

1829 begann die Besiedlung durch europäische Einwanderer. 1836 wurden die Ansiedlungen LaFayette, Osceola und Wyoming gegründet. 1840 ist die Einwohnerzahl des Countys bereits auf 1576 gestiegen. 1842 wurde das erste Gerichts- und Verwaltungsgebäude errichtet. Im Jahr 1856 wurde das heute noch benutzte Gebäude errichtet.

## Demografische Daten
Nach der Volkszählung im Jahr 2010 lebten im Stark County 5994 Menschen in 2371 Haushalten. Die Bevölkerungsdichte betrug 8 Einwohner pro Quadratkilometer. In den 2371 Haushalten lebten statistisch je 2,47 Personen.
Ethnisch betrachtet setzte sich die Bevölkerung zusammen aus 97,7 Prozent Weißen, 0,7 Prozent Afroamerikanern, 0,3 Prozent amerikanischen Ureinwohnern, 0,4 Prozent Asiaten sowie aus anderen ethnischen Gruppen; 1,0 Prozent stammten von zwei oder mehr Ethnien ab. Unabhängig von der ethnischen Zugehörigkeit waren 1,2 Prozent der Bevölkerung spanischer oder lateinamerikanischer Abstammung.
23,3 Prozent der Bevölkerung waren unter 18 Jahre alt, 58,8 Prozent waren zwischen 18 und 64 und 17,9 Prozent waren 65 Jahre oder älter. 51,0 Prozent der Bevölkerung war weiblich.

Das jährliche Durchschnittseinkommen eines Haushalts lag bei 49.693 USD. Das Pro-Kopf-Einkommen betrug 24.952 USD. 12,1 Prozent der Einwohner lebten unterhalb der Armutsgrenze.

## Ortschaften im Stark County
| Citys - Toulon - Wyoming | Villages - Bradford - La Fayette |

Unincorporated Communities
| - Castleton - Duncan - Elmira - Lombardville | - Modena - Morse - Speer - Stark |

## Gliederung
Das Stark County ist in acht Townships eingeteilt:
| Township             | Einwohner (2010) | FIPS     |
| -------------------- | ---------------- | -------- |
| Elmira Township      | 319              | 17-23646 |
| Essex Township       | 624              | 17-24478 |
| Goshen Township      | 686              | 17-30627 |
| Osceola Township     | 1014             | 17-56783 |
| Penn Township        | 354              | 17-58603 |
| Toulon Township      | 2420             | 17-75796 |
| Valley Township      | 293              | 17-77174 |
| West Jersey Township | 284              | 17-80489 |